# Гунина, Любовь Николаевна
Любовь Николаевна Гу́нина — советский хозяйственный, государственный и политический деятель, Герой Социалистического Труда.

## Биография
Родилась 11 (24 июля) 1913 года в селе Рыбницы Даниловского уезда Ярославской губернии (ныне — в Некрасовском районе, Ярославская область).
С 1928 года — на хозяйственной, общественной и политической работе. В 1928—1963 годах — рядовая колхозница, бригадир-животновод, заведующая молочной фермой колхоза «Красный коллективист», председатель Овсяниковского сельского Совета, председатель колхоза «Красный коллективист» Некрасовского района Ярославской области, заместитель председателя укрупненного колхоза имени Ильича, агроном по кормопроизводству опытного хозяйства «Михайловское» в Ярославле.
Избиралась депутатом ВС СССР 3-го и 4-го созывов.
Умерла в Талдоме 4 апреля 2002 года.

## Признание
- Герой Социалистического Труда (6.9.1950)
- Сталинская премия третьей степени (1951) — за разработку метода выращивания с/х животных, обеспечивающего высокую молочную продуктивность.
- ордена и медали